# Wahlkreis Modena (Senato della Repubblica)
Der Wahlkreis Modena war von 1948 bis 2005 und ist seit 2017 wieder ein Wahlkreis (italienisch collegio elettorale) für die Wahl des Senats.

## Von 1948 bis 1993

### Wahlkreisgebiet
Der Wahlkreis umfasste 23 Gemeinden: Castelnuovo Rangone, Castelvetro di Modena, Fanano, Fiumalbo, Frassinoro, Guiglia, Lama Mocogno, Maranello, Marano sul Panaro, Modena, Monfestino in Serra Mazzoni, Montecreto, Montefiorino, Montese, Pavullo nel Frignano, Pievepelago, Polinago, Riolunato, Savignano sul Panaro, Sestola, Spilamberto, Vignola und Zocca.

### Wahlergebnisse

#### Parlamentswahl 1948
| Kandidaten               | Kandidaten        | Parteien                      | Stimmen | %    |
| ------------------------ | ----------------- | ----------------------------- | ------- | ---- |
|                          | Arnaldo Zanuccoli | Fronte Democratico Popolare   | 63.844  | 48,4 |
|                          | Giuseppe Medici   | Democrazia Cristiana          | 54.038  | 41,0 |
|                          | Manlio Formiggini | Unità Socialista              | 12.389  | 9,4  |
|                          | Luigi Sola        | Partito Repubblicano Italiano | 1.637   | 1,2  |
| Gesamt                   | Gesamt            | Gesamt                        | 131.908 | 100  |
|                          |                   |                               |         |      |
| Ungültige Stimmen        | Ungültige Stimmen | Ungültige Stimmen             | 7.132   | 5,1  |
| Wähler                   | Wähler            | Wähler                        | 139.040 | 94,3 |
| Wahlberechtigte          | Wahlberechtigte   | Wahlberechtigte               | 147.422 |      |
|                          |                   |                               |         |      |
| Quelle: Innenministerium |                   |                               |         |      |

#### Parlamentswahl 1953
| Kandidaten               | Kandidaten               | Parteien                                | Stimmen | %    |
| ------------------------ | ------------------------ | --------------------------------------- | ------- | ---- |
|                          | Giuseppe Medici          | Democrazia Cristiana                    | 56.245  | 39,2 |
|                          | Enzo Gatti               | Partito Comunista Italiano              | 53.768  | 37,5 |
|                          | Arnaldo Zanuccoli        | Partito Socialista Italiano             | 15.464  | 10,8 |
|                          | Manfredi Bertazzoli Cova | Partito Socialista Democratico Italiano | 9.062   | 6,3  |
|                          | Francesco Zambrano       | Movimento Sociale Italiano              | 3.331   | 2,3  |
|                          | Renato Marmiroli         | Partito Nazionale Monarchico            | 2.349   | 1,6  |
|                          | Edgardo Barbieri         | Unità Popolare                          | 1.898   | 1,3  |
|                          | Manilio Formiggini       | Alleanza Democratica Nazionale          | 1.371   | 1,0  |
| Gesamt                   | Gesamt                   | Gesamt                                  | 143.488 | 100  |
|                          |                          |                                         |         |      |
| Ungültige Stimmen        | Ungültige Stimmen        | Ungültige Stimmen                       | 6.632   | 4,4  |
| Wähler                   | Wähler                   | Wähler                                  | 150.120 | 95,1 |
| Wahlberechtigte          | Wahlberechtigte          | Wahlberechtigte                         | 157.884 |      |
|                          |                          |                                         |         |      |
| Quelle: Innenministerium |                          |                                         |         |      |

#### Parlamentswahl 1958
| Kandidaten               | Kandidaten         | Parteien                                | Stimmen | %    |
| ------------------------ | ------------------ | --------------------------------------- | ------- | ---- |
|                          | Oreste Gelmini     | Partito Comunista Italiano              | 57.496  | 37,3 |
|                          | Mario Baldini      | Democrazia Cristiana                    | 56.043  | 36,4 |
|                          | Arnaldo Zanuccoli  | Partito Socialista Italiano             | 22.032  | 14,3 |
|                          | Benvenuto Abate    | Partito Socialista Democratico Italiano | 8.253   | 5,4  |
|                          | Alfonso Draghetti  | Partito Liberale Italiano               | 4.893   | 3,2  |
|                          | Raffaele Annibaldi | PNM – MSI                               | 4.252   | 2,8  |
|                          | Antonio Zampighi   | PRI – PR                                | 1.001   | 0,7  |
| Gesamt                   | Gesamt             | Gesamt                                  | 153.970 | 100  |
|                          |                    |                                         |         |      |
| Ungültige Stimmen        | Ungültige Stimmen  | Ungültige Stimmen                       | 6.543   | 4,1  |
| Wähler                   | Wähler             | Wähler                                  | 160.513 | 95,5 |
| Wahlberechtigte          | Wahlberechtigte    | Wahlberechtigte                         | 168.087 |      |
|                          |                    |                                         |         |      |
| Quelle: Innenministerium |                    |                                         |         |      |

#### Parlamentswahl 1963
| Kandidaten               | Kandidaten        | Parteien                                | Stimmen | %    |
| ------------------------ | ----------------- | --------------------------------------- | ------- | ---- |
|                          | A. Trebbi         | Partito Comunista Italiano              | 71.009  | 42,9 |
|                          | M. Baldini        | Democrazia Cristiana                    | 49.990  | 30,2 |
|                          | A. Mango          | Partito Socialista Italiano             | 19.767  | 11,9 |
|                          | S. Ferrari        | Partito Liberale Italiano               | 10.666  | 6,4  |
|                          | E. Borsari        | Partito Socialista Democratico Italiano | 9.669   | 5,8  |
|                          | F. Zambrano       | Movimento Sociale Italiano              | 4.517   | 2,7  |
| Gesamt                   | Gesamt            | Gesamt                                  | 165.618 | 100  |
|                          |                   |                                         |         |      |
| Ungültige Stimmen        | Ungültige Stimmen | Ungültige Stimmen                       | 7.197   | 4,2  |
| Wähler                   | Wähler            | Wähler                                  | 172.815 | 96,4 |
| Wahlberechtigte          | Wahlberechtigte   | Wahlberechtigte                         | 179.340 |      |
|                          |                   |                                         |         |      |
| Quelle: Innenministerium |                   |                                         |         |      |

#### Parlamentswahl 1968
| Kandidaten               | Kandidaten        | Parteien                                  | Stimmen | %    |
| ------------------------ | ----------------- | ----------------------------------------- | ------- | ---- |
|                          | A. R. Colombi     | PCI – PSIUP                               | 85.237  | 48,8 |
|                          | M. Baldini        | Democrazia Cristiana                      | 52.730  | 30,2 |
|                          | B. Abate          | Partito Socialista Unificato (PSI – PSDI) | 22.308  | 12,8 |
|                          | S. Ferrari        | Partito Liberale Italiano                 | 9.349   | 5,3  |
|                          | F. Zambrano       | MSI – PDIUM                               | 4.023   | 2,3  |
|                          | A. Goldoni        | Partito Repubblicano Italiano             | 1.172   | 0,7  |
| Gesamt                   | Gesamt            | Gesamt                                    | 174.819 | 100  |
|                          |                   |                                           |         |      |
| Ungültige Stimmen        | Ungültige Stimmen | Ungültige Stimmen                         | 8.142   | 4,5  |
| Wähler                   | Wähler            | Wähler                                    | 182.961 | 96,7 |
| Wahlberechtigte          | Wahlberechtigte   | Wahlberechtigte                           | 189.123 |      |
|                          |                   |                                           |         |      |
| Quelle: Innenministerium |                   |                                           |         |      |

#### Parlamentswahl 1972
| Kandidaten               | Kandidaten        | Parteien                                      | Stimmen | %    |
| ------------------------ | ----------------- | --------------------------------------------- | ------- | ---- |
|                          | A. R. Colombi     | PCI – PSIUP                                   | 90.033  | 48,7 |
|                          | M. Baldini        | Democrazia Cristiana                          | 54.572  | 29,5 |
|                          | O. Ternelli       | Partito Socialista Italiano                   | 13.392  | 7,2  |
|                          | C. A. Perroux     | Partito Socialista Democratico Italiano       | 10.192  | 5,5  |
|                          | G. Rossi          | Partito Liberale Italiano                     | 7.406   | 4,0  |
|                          | F. Zambrano       | Movimento Sociale Italiano – Destra Nazionale | 6.520   | 3,5  |
|                          | A. Goldoni        | Partito Repubblicano Italiano                 | 2.888   | 1,6  |
| Gesamt                   | Gesamt            | Gesamt                                        | 185.003 | 100  |
|                          |                   |                                               |         |      |
| Ungültige Stimmen        | Ungültige Stimmen | Ungültige Stimmen                             | 6.894   | 3,6  |
| Wähler                   | Wähler            | Wähler                                        | 191.897 | 97,2 |
| Wahlberechtigte          | Wahlberechtigte   | Wahlberechtigte                               | 197.383 |      |
|                          |                   |                                               |         |      |
| Quelle: Innenministerium |                   |                                               |         |      |

#### Parlamentswahl 1976
| Kandidaten               | Kandidaten           | Parteien                                      | Stimmen | %    |
| ------------------------ | -------------------- | --------------------------------------------- | ------- | ---- |
|                          | Paolo Brezzi         | Partito Comunista Italiano                    | 98.346  | 50,8 |
|                          | Carlo Buzzi          | Democrazia Cristiana                          | 60.499  | 31,2 |
|                          | Sante Bordone        | Partito Socialista Italiano                   | 14.684  | 7,6  |
|                          | Ernesto Degoli       | Partito Socialista Democratico Italiano       | 6.569   | 3,4  |
|                          | Giampaolo Manzini    | Movimento Sociale Italiano – Destra Nazionale | 5.195   | 2,7  |
|                          | Arturo Loria         | Partito Repubblicano Italiano                 | 4.576   | 2,4  |
|                          | Sergio Ferrari       | Partito Liberale Italiano                     | 1.930   | 1,0  |
|                          | Gianfranco Spadaccia | Partito Radicale                              | 1.670   | 0,9  |
|                          | Fabio Minerbi        | Partito Democratico                           | 214     | 0,1  |
| Gesamt                   | Gesamt               | Gesamt                                        | 193.683 | 100  |
|                          |                      |                                               |         |      |
| Ungültige Stimmen        | Ungültige Stimmen    | Ungültige Stimmen                             | 5.171   | 2,6  |
| Wähler                   | Wähler               | Wähler                                        | 198.854 | 97,4 |
| Wahlberechtigte          | Wahlberechtigte      | Wahlberechtigte                               | 204.145 |      |
|                          |                      |                                               |         |      |
| Quelle: Innenministerium |                      |                                               |         |      |

#### Parlamentswahl 1979
| Kandidaten               | Kandidaten        | Parteien                                      | Stimmen | %    |
| ------------------------ | ----------------- | --------------------------------------------- | ------- | ---- |
|                          | P. Brezzi         | Partito Comunista Italiano                    | 99.803  | 51,1 |
|                          | C. Buzzi          | Democrazia Cristiana                          | 58.195  | 29,8 |
|                          | V. Morselli       | Partito Socialista Italiano                   | 13.817  | 7,1  |
|                          | G. Stufler        | Partito Socialista Democratico Italiano       | 7.136   | 3,7  |
|                          | G. Vecchi         | Partito Repubblicano Italiano                 | 4.694   | 2,4  |
|                          | G. Rivaroli       | Movimento Sociale Italiano – Destra Nazionale | 4.283   | 2,2  |
|                          | G. Albertazzi     | Partito Radicale – Nuova Sinistra Unita       | 3.294   | 1,7  |
|                          | S. Ferrari        | Partito Liberale Italiano                     | 3.214   | 1,6  |
|                          | I. Toth           | Costituente di Destra – Democrazia Nazionale  | 552     | 0,3  |
|                          | G. Dolfin         | Partito Democratico                           | 229     | 0,1  |
| Gesamt                   | Gesamt            | Gesamt                                        | 195.217 | 100  |
|                          |                   |                                               |         |      |
| Ungültige Stimmen        | Ungültige Stimmen | Ungültige Stimmen                             | 6.973   | 3,4  |
| Wähler                   | Wähler            | Wähler                                        | 202.190 | 96,0 |
| Wahlberechtigte          | Wahlberechtigte   | Wahlberechtigte                               | 210.571 |      |
|                          |                   |                                               |         |      |
| Quelle: Innenministerium |                   |                                               |         |      |

#### Parlamentswahl 1983
| Kandidaten               | Kandidaten               | Parteien                                      | Stimmen | %    |
| ------------------------ | ------------------------ | --------------------------------------------- | ------- | ---- |
|                          | Filippo Cavazzuti        | Partito Comunista Italiano                    | 100.154 | 51,1 |
|                          | Alessandro Duce          | Democrazia Cristiana                          | 47.977  | 24,5 |
|                          | Gaetano Arfé             | Partito Socialista Italiano                   | 16.109  | 8,2  |
|                          | Gian Galeazzo Duosi      | Partito Repubblicano Italiano                 | 8.744   | 4,5  |
|                          | Giuseppe Venturelli      | Movimento Sociale Italiano – Destra Nazionale | 6.356   | 3,2  |
|                          | Giuseppe De Maio         | Partito Socialista Democratico Italiano       | 6.315   | 3,2  |
|                          | Gaetano Rossi            | Partito Liberale Italiano                     | 4.500   | 2,3  |
|                          | Mirella Lombardi         | Partito Radicale                              | 2.626   | 1,3  |
|                          | Romano Severi            | Democrazia Proletaria                         | 1.662   | 0,8  |
|                          | Leopoldo Romeo Magnavita | Partito Nazionale Pensionati                  | 1.662   | 0,8  |
| Gesamt                   | Gesamt                   | Gesamt                                        | 196.105 | 100  |
|                          |                          |                                               |         |      |
| Ungültige Stimmen        | Ungültige Stimmen        | Ungültige Stimmen                             | 7.973   | 3,9  |
| Wähler                   | Wähler                   | Wähler                                        | 204.078 | 94,3 |
| Wahlberechtigte          | Wahlberechtigte          | Wahlberechtigte                               | 216.516 |      |
|                          |                          |                                               |         |      |
| Quelle: Innenministerium |                          |                                               |         |      |

#### Parlamentswahl 1987
| Kandidaten               | Kandidaten        | Parteien                                      | Stimmen | %    |
| ------------------------ | ----------------- | --------------------------------------------- | ------- | ---- |
|                          | F. Cavazzuti      | Partito Comunista Italiano                    | 97.508  | 48,9 |
|                          | G. Manzini        | Democrazia Cristiana                          | 52.118  | 26,2 |
|                          | E. Botti          | PSI – PSDI – PR                               | 22.933  | 11,5 |
|                          | U. Bozzini        | Movimento Sociale Italiano – Destra Nazionale | 6.602   | 3,3  |
|                          | G. G. Duosi       | Partito Repubblicano Italiano                 | 6.227   | 3,1  |
|                          | O. Ghelfi         | Lista Verde                                   | 4.591   | 2,3  |
|                          | G. Rossi          | Partito Liberale Italiano                     | 3.489   | 1,8  |
|                          | G. Bisi           | Democrazia Proletaria                         | 2.692   | 1,4  |
|                          | V. Vecchi         | Liga Veneta – Pensionati Uniti                | 1.012   | 0,5  |
|                          | S. Viaggi         | Caccia Pesca Ambiente                         | 932     | 0,5  |
|                          | P. E. Gasparri    | Partito Verde Italiano – Verdi d’Europa       | 898     | 0,5  |
|                          | S. Lechi          | Alleanza Popolare Pensionati                  | 268     | 0,1  |
| Gesamt                   | Gesamt            | Gesamt                                        | 199.270 | 100  |
|                          |                   |                                               |         |      |
| Ungültige Stimmen        | Ungültige Stimmen | Ungültige Stimmen                             | 9.056   | 4,3  |
| Wähler                   | Wähler            | Wähler                                        | 208.326 | 94,0 |
| Wahlberechtigte          | Wahlberechtigte   | Wahlberechtigte                               | 221.583 |      |
|                          |                   |                                               |         |      |
| Quelle: Innenministerium |                   |                                               |         |      |

#### Parlamentswahl 1992
| Kandidaten               | Kandidaten                | Parteien                                        | Stimmen | %    |
| ------------------------ | ------------------------- | ----------------------------------------------- | ------- | ---- |
|                          | Filippo Cavazzuti         | Partito Democratico della Sinistra              | 73.876  | 36,0 |
|                          | Domenico Rosati           | Democrazia Cristiana                            | 40.903  | 19,9 |
|                          | Giuseppe Panini           | Partito Socialista Italiano                     | 21.856  | 10,7 |
|                          | Giovanni Corradi          | Lega Nord                                       | 21.080  | 10,3 |
|                          | Angela Bellei             | Partito della Rifondazione Comunista            | 15.900  | 7,8  |
|                          | Norberto Braglia          | Partito Repubblicano Italiano                   | 8.211   | 4,0  |
|                          | Mario Serafini            | Movimento Sociale Italiano – Destra Nazionale   | 6.377   | 3,1  |
|                          | Lorenzo Ronzoni           | Federazione dei Verdi                           | 6.162   | 3,0  |
|                          | Gaetano Rossi             | Partito Liberale Italiano                       | 4.485   | 2,2  |
|                          | Carlo Galli               | Sì Referendum                                   | 1.959   | 1,0  |
|                          | Gustavo Stufler           | Partito Socialista Democratico Italiano         | 1.764   | 0,9  |
|                          | Grazia Ferrari            | Partito Pensionati                              | 1.736   | 0,8  |
|                          | Giancarlo Lugli           | Caccia Pesca Ambiente                           | 370     | 0,2  |
|                          | Egidio Benassi            | Movimento Europeo Automobilisti                 | 342     | 0,2  |
|                          | Riccardo Paglia Filippone | Federalismo (PSdA – UV – SSk – MM – UfS – MPUV) | 119     | 0,1  |
| Gesamt                   | Gesamt                    | Gesamt                                          | 205.140 | 100  |
|                          |                           |                                                 |         |      |
| Ungültige Stimmen        | Ungültige Stimmen         | Ungültige Stimmen                               | 9.610   | 4,5  |
| Wähler                   | Wähler                    | Wähler                                          | 214.750 | 93,3 |
| Wahlberechtigte          | Wahlberechtigte           | Wahlberechtigte                                 | 230.167 |      |
|                          |                           |                                                 |         |      |
| Quelle: Innenministerium |                           |                                                 |         |      |

## Von 1993 bis 2005

### Wahlkreisgebiet
Der Wahlkreis umfasste 4 Gemeinden: Campogalliano, Carpi, Modena und Soliera.

### Wahlergebnisse

#### Parlamentswahl 1994
| Kandidaten               | Kandidaten                    | Parteien                     | Stimmen | %    |
| ------------------------ | ----------------------------- | ---------------------------- | ------- | ---- |
|                          | Luciano Guerzoni              | Progressisti                 | 95.388  | 54,5 |
|                          | Valerio Baldini               | Polo delle Libertà           | 36.354  | 20,8 |
|                          | Giovanni Battista Cavazzuti   | Patto per l’Italia           | 22.493  | 12,9 |
|                          | Anna Aimi                     | Alleanza Nazionale           | 12.224  | 7,0  |
|                          | Maria Cattinari               | Lista Pannella – Riformatori | 6.408   | 3,7  |
|                          | Giovanni Evangelista Iacopini | Partito Democratico          | 2.040   | 1,2  |
| Gesamt                   | Gesamt                        | Gesamt                       | 174.907 | 100  |
|                          |                               |                              |         |      |
| Ungültige Stimmen        | Ungültige Stimmen             | Ungültige Stimmen            | 7.188   | 3,9  |
| Wähler                   | Wähler                        | Wähler                       | 182.095 | 94,0 |
| Wahlberechtigte          | Wahlberechtigte               | Wahlberechtigte              | 193.757 |      |
|                          |                               |                              |         |      |
| Quelle: Innenministerium |                               |                              |         |      |

#### Parlamentswahl 1996
| Kandidaten               | Kandidaten        | Parteien                | Stimmen | %    |
| ------------------------ | ----------------- | ----------------------- | ------- | ---- |
|                          | Luciano Guerzoni  | L’Ulivo                 | 110.938 | 63,9 |
|                          | Nadia Fava        | Polo per le Libertà     | 47.794  | 27,5 |
|                          | Franco Biscotto   | Lega Nord               | 11.616  | 6,7  |
|                          | Maria Cattinari   | Lista Pannella – Sgarbi | 3.269   | 1,9  |
| Gesamt                   | Gesamt            | Gesamt                  | 173.617 | 100  |
|                          |                   |                         |         |      |
| Ungültige Stimmen        | Ungültige Stimmen | Ungültige Stimmen       | 6.452   | 3,6  |
| Wähler                   | Wähler            | Wähler                  | 180.069 | 92,0 |
| Wahlberechtigte          | Wahlberechtigte   | Wahlberechtigte         | 195.628 |      |
|                          |                   |                         |         |      |
| Quelle: Innenministerium |                   |                         |         |      |

#### Parlamentswahl 2001
| Kandidaten               | Kandidaten                      | Parteien                             | Stimmen | %    |
| ------------------------ | ------------------------------- | ------------------------------------ | ------- | ---- |
|                          | Luciano Guerzoni                | L’Ulivo                              | 100.742 | 57,2 |
|                          | Mauro Manfredini                | Casa delle Libertà                   | 55.997  | 31,8 |
|                          | Andrea Grazia La Padula         | Partito della Rifondazione Comunista | 7.727   | 4,4  |
|                          | Gaetano Galli                   | Lista Di Pietro                      | 5.255   | 3,0  |
|                          | Elis Cavazzuti                  | Lista Emma Bonino                    | 3.719   | 2,1  |
|                          | Maria Livia Fornaciari Chittoni | Democrazia Europea                   | 2.656   | 1,5  |
| Gesamt                   | Gesamt                          | Gesamt                               | 176.096 | 100  |
|                          |                                 |                                      |         |      |
| Ungültige Stimmen        | Ungültige Stimmen               | Ungültige Stimmen                    | 4.993   | 2,8  |
| Wähler                   | Wähler                          | Wähler                               | 181.089 | 90,4 |
| Wahlberechtigte          | Wahlberechtigte                 | Wahlberechtigte                      | 200.395 |      |
|                          |                                 |                                      |         |      |
| Quelle: Innenministerium |                                 |                                      |         |      |

## Von 2017 bis 2020

### Wahlkreisgebiet
Der Wahlkreis umfasste 34 Gemeinden: Bastiglia, Bomporto, Castelfranco Emilia, Castelnuovo Rangone, Castelvetro di Modena, Fanano, Fiorano Modenese, Fiumalbo, Formigine, Frassinoro, Guiglia, Lama Mocogno, Maranello, Marano sul Panaro, Modena, Montecreto, Montefiorino, Montese, Nonantola, Palagano, Pavullo nel Frignano, Pievepelago, Polinago, Prignano sulla Secchia, Ravarino, Riolunato, San Cesario sul Panaro, Sassuolo, Savignano sul Panaro, Serramazzoni, Sestola, Spilamberto, Vignola und Zocca.

### Wahlergebnisse

#### Parlamentswahl 2018
| Kandidaten               | Kandidaten               | Stimmen | %    | Listen                                      | Stimmen | %    |
| ------------------------ | ------------------------ | ------- | ---- | ------------------------------------------- | ------- | ---- |
|                          | Edoardo Patriarcagewählt | 85.533  | 31,8 | Partito Democratico                         | 74.912  | 27,9 |
| +Europa                  | Edoardo Patriarcagewählt | 85.533  | 31,8 | 7.178                                       | 2,7     |      |
| Italia Europa Insieme    | Edoardo Patriarcagewählt | 85.533  | 31,8 | 1.955                                       | 0,7     |      |
| Civica Popolare          | Edoardo Patriarcagewählt | 85.533  | 31,8 | 1.488                                       | 0,6     |      |
|                          | Stefano Corti            | 85.487  | 31,8 | Lega                                        | 49.203  | 18,3 |
| Forza Italia             | Stefano Corti            | 85.487  | 31,8 | 26.391                                      | 9,8     |      |
| Fratelli d’Italia        | Stefano Corti            | 85.487  | 31,8 | 8.301                                       | 3,1     |      |
| Noi con l’Italia – UDC   | Stefano Corti            | 85.487  | 31,8 | 1.592                                       | 0,6     |      |
|                          | Claudio Brandoli         | 75.458  | 28,1 | Movimento 5 Stelle                          | 75.458  | 28,1 |
|                          | Paolo Trande             | 12.092  | 4,5  | Liberi e Uguali                             | 12.092  | 4,5  |
|                          | Mario Ori                | 2.402   | 0,9  | Potere al Popolo!                           | 2.402   | 0,9  |
|                          | Ugo Bertinelli           | 2.181   | 0,8  | Partito Comunista                           | 2.181   | 0,8  |
|                          | Marco Zani               | 1.728   | 0,6  | Il Popolo della Famiglia                    | 1.728   | 0,6  |
|                          | Giuseppe Antonio Malerba | 1.219   | 0,5  | CasaPound Italia                            | 1.219   | 0,5  |
|                          | Ugo Bertaglia            | 1.218   | 0,5  | Italia agli Italiani (FN – FT)              | 1.218   | 0,5  |
|                          | Simona Bolelli           | 586     | 0,2  | Per una Sinistra Rivoluzionaria (SCL – PCL) | 586     | 0,2  |
|                          | Cinzia Baldo             | 547     | 0,2  | Destre Unite – Forconi                      | 547     | 0,2  |
|                          | Paolo Ballestrazzi       | 457     | 0,2  | Partito Repubblicano Italiano – ALA         | 457     | 0,2  |
| Gesamt                   | Gesamt                   | 268.908 | 100  |                                             | 268.908 | 100  |
|                          |                          |         |      |                                             |         |      |
| Ungültige Stimmen        | Ungültige Stimmen        | 7.619   | 2,8  |                                             |         |      |
| Wähler                   | Wähler                   | 276.527 | 79,5 |                                             |         |      |
| Wahlberechtigte          | Wahlberechtigte          | 348.043 |      |                                             |         |      |
|                          |                          |         |      |                                             |         |      |
| Quelle: Innenministerium |                          |         |      |                                             |         |      |

## Seit 2020
| Wahlkreise – Senato della Repubblica – Emilia-Romagna | Wahlkreise – Senato della Repubblica – Emilia-Romagna | Wahlkreise – Senato della Repubblica – Emilia-Romagna |
| Provinz                                               | Provinz                                               | Gemeinden nach Provinzen ⮞ Wahlkreis                  |
| ----------------------------------------------------- | ----------------------------------------------------- | ----------------------------------------------------- |
|                                                       | Metropolitanstadt Bologna (55 Gemeinden)              | 53 ⮞ Wahlkreis Bologna 2 ⮞ Wahlkreis Modena           |
|                                                       | Provinz Ferrara (21 Gemeinden)                        | alle ⮞ Wahlkreis Ravenna                              |
|                                                       | Provinz Forlì-Cesena (30 Gemeinden)                   | alle ⮞ Wahlkreis Rimini                               |
|                                                       | Provinz Modena (47 Gemeinden)                         | 40 ⮞ Wahlkreis Modena 7 ⮞ Wahlkreis Bologna           |
|                                                       | Provinz Parma (44 Gemeinden)                          | alle ⮞ Wahlkreis Parma                                |
|                                                       | Provinz Piacenza (46 Gemeinden)                       | alle ⮞ Wahlkreis Parma                                |
|                                                       | Provinz Ravenna (18 Gemeinden)                        | alle ⮞ Wahlkreis Ravenna                              |
|                                                       | Provinz Reggio Emilia (42 Gemeinden)                  | 29 ⮞ Wahlkreis Modena 13 ⮞ Wahlkreis Parma            |
|                                                       | Provinz Rimini (27 Gemeinden)                         | alle ⮞ Wahlkreis Rimini                               |

### Wahlkreisgebiet
Der Wahlkreis umfasst 71 Gemeinden:
- 40 Gemeinden der Provinz Modena (Bastiglia, Bomporto, Campogalliano, Camposanto, Carpi, Castelfranco Emilia, Castelnuovo Rangone, Cavezzo, Concordia sulla Secchia, Fanano, Finale Emilia, Fiorano Modenese, Fiumalbo, Formigine, Frassinoro, Lama Mocogno, Maranello, Medolla, Mirandola, Modena, Montecreto, Montefiorino, Montese, Nonantola, Novi di Modena, Palagano, Pavullo nel Frignano, Pievepelago, Polinago, Prignano sulla Secchia, Ravarino, Riolunato, San Cesario sul Panaro, San Felice sul Panaro, San Possidonio, San Prospero, Sassuolo, Serramazzoni, Sestola und Soliera);
- 29 Gemeinden der Provinz Reggio Emilia (Albinea, Bagnolo in Piano, Baiso, Bibbiano, Cadelbosco di Sopra, Campegine, Canossa, Carpineti, Casalgrande, Casina, Castellarano, Castelnovo di Sotto, Castelnovo ne’ Monti, Cavriago, Gattatico, Montecchio Emilia, Poviglio, Quattro Castella, Reggio Emilia, Rubiera, San Polo d’Enza, Sant’Ilario d’Enza, Scandiano, Toano, Ventasso, Vetto, Vezzano sul Crostolo, Viano und Villa Minozzo);
- 2 Gemeinden der Metropolitanstadt Bologna (Gaggio Montano und Lizzano in Belvedere).

### Wahlergebnisse

#### Parlamentswahl 2022
| Kandidaten                          | Kandidaten            | Stimmen | %    | Listen                                                  | Stimmen | %    |
| ----------------------------------- | --------------------- | ------- | ---- | ------------------------------------------------------- | ------- | ---- |
|                                     | Vincenzo Randogewählt | 205.310 | 37,8 | Partito Democratico – Italia Democratica e Progressista | 161.814 | 29,8 |
| Alleanza Verdi e Sinistra           | Vincenzo Randogewählt | 205.310 | 37,8 | 24.314                                                  | 4,5     |      |
| +Europa                             | Vincenzo Randogewählt | 205.310 | 37,8 | 17.443                                                  | 3,2     |      |
| Impegno Civico – Centro Democratico | Vincenzo Randogewählt | 205.310 | 37,8 | 1.739                                                   | 0,3     |      |
|                                     | Enrico Aimi           | 197.646 | 36,4 | Fratelli d’Italia                                       | 123.144 | 22,7 |
| Lega                                | Enrico Aimi           | 197.646 | 36,4 | 41.067                                                  | 7,6     |      |
| Forza Italia                        | Enrico Aimi           | 197.646 | 36,4 | 30.718                                                  | 5,7     |      |
| Noi Moderati                        | Enrico Aimi           | 197.646 | 36,4 | 2.717                                                   | 0,5     |      |
|                                     | Maria Laura Mantovani | 58.852  | 10,8 | Movimento 5 Stelle                                      | 58.852  | 10,8 |
|                                     | Chiara Caselgrandi    | 47.697  | 8,8  | Azione – Italia Viva                                    | 47.697  | 8,8  |
|                                     | Michele Campari       | 9.502   | 1,7  | Italexit per l’Italia                                   | 9.502   | 1,7  |
|                                     | Michela Vandelli      | 6.781   | 1,2  | Italia Sovrana e Popolare                               | 6.781   | 1,2  |
|                                     | Judith Pinnock        | 6.216   | 1,1  | Unione Popolare                                         | 6.216   | 1,1  |
|                                     | Antonietta Gatti      | 5.441   | 1,0  | Vita                                                    | 5.441   | 1,0  |
|                                     | Alessandra Carobbi    | 3.506   | 0,6  | Partito Animalista Italiano – UCDL – 10 Volte Meglio    | 3.506   | 0,6  |
|                                     | Irene Bartolamasi     | 1.531   | 0,3  | Alternativa per l’Italia (PdF – Exit)                   | 1.531   | 0,3  |
|                                     | Yolanda Brighi        | 492     | 0,1  | Destre Unite                                            | 492     | 0,1  |
|                                     | Renato Frati          | 419     | 0,1  | Noi di Centro – Europeisti                              | 419     | 0,1  |
| Gesamt                              | Gesamt                | 543.393 | 100  |                                                         | 543.393 | 100  |
|                                     |                       |         |      |                                                         |         |      |
| Ungültige Stimmen                   | Ungültige Stimmen     | 21.305  | 3,8  |                                                         |         |      |
| Wähler                              | Wähler                | 564.698 | 72,9 |                                                         |         |      |
| Wahlberechtigte                     | Wahlberechtigte       | 774.755 |      |                                                         |         |      |
|                                     |                       |         |      |                                                         |         |      |
| Quelle: Innenministerium            |                       |         |      |                                                         |         |      |